# التبخير المهبلي

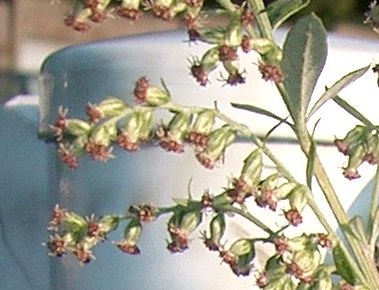
أرطماسيا برينسبس المعروف أيضا باسم "Mugwort اليابانية"

التبخير المهبلي يُختصر أحيانًا «بتبخير في» ويُعرف أيضًا بتبخير يوني، وهو علاج طبي بديل، حيث تجلس المرأة القرفصاء أو تجلس فوق بخار الماء الذي يحتوي على الأعشاب مثل عشبة النار، إكليل الجبل، الشيح، والريحان، وتتم ممارسته في أفريقيا (موزمبيق، جنوب أفريقيا) وأسيا (إندونيسيا، تايلاند) وأمريكا الوسطى (بين شعب الكيكشي).
يُوصف التبخير المهبلي في المنتجعات الصحية بأنه علاج كوري قديم لأمراض الجهاز التناسلي، كما يُزعم أن له فوائد أخرى. ولكن لا يوجد دليل تجريبي يدعم هذه الادعاءات، وقد أصبح موضة بين نساء العالم الغربي.
في صحيفة للثقافة والصحة والحياة الجنسية يجادل فاندنبورغ وبراون أن خطاب التبخير المهبلي يعكس النقاش الجنسي الغربي حول الأوساخ المزعوم وجودها في جسد المرأة وأن ادعاءاته بتحسين الخصوبة والمتعة الجنسية تْواصل النظرة بأن جسد المرأة موجود لمتعة الرجل الجنسية ولإنجاب الأطفال.

## الانتشار
وفقًا لدراسة أجرتها منظمة الصحة العالمية عام 2011 حول الممارسات المهبلية، فإن إحدى الطرق التي تستخدمها المرأة للعناية بالمهبل هي التبخير أوالتدخين المهبلي: تبخير أوتدخين المهبل، من خلال الجلوس أعلى مصدر للحرارة (نار، فحم، صخور ساخنة) موضوعاً فوقها الماء أو الأعشاب أو الزيوت لتوليد بخار أو دخان. لإجراء هذه الدراسة، سُئلت أكثر من 4000 امرأة في تيتي (موزامبيق) وكوازولو ناتال (جنوب إفريقيا) ويوجياكارتا (إندونيسيا) وتشونبوري (تايلاند) حول طريقة عنايتهن بالمهبل. فيما يتعلق الأمر بالتبخير/التدخين المهبلي، تم التوصل لنتائج مختلفة تماماً، وأُعطيت أسباب مختلفة للغاية: في تشونبوري، ذكرت 67 % من النساء أنهن أجرين تبخير أو تدخين مهبلي، «حيث ارتبط بالحفاظ على صحة جيدة والهوية الأنثوية»، وأن 85.5% أجرينه بعد الولادة بشكل خاص. في تيتي، 10٪ فقط من النساء أجرين التبخير أو التدخين المهبلي، «بهدف زيادة متعة الذكور الجنسية (64.1% من المستخدمات) أجرينه لتضييق المهبل و (22.9%) لتجفيفه». في المكانين المذكورين في أفريقيا، قالت 37-38 % من النساء إنهن أجرين ذلك لتعزيز «المتعة الجنسية للذكور»؛ ولكن المكانين المذكورين في آسيا، كانت نتيجة على هذا السبب هو 0%. وبالمقابل، ذكرت 26% من النساء الآسيويات أن «هويتهم الأنثوية» كانت السبب في إجراء التبخير المهبلي، مقارنة بـ 0٪ من النساء الأفريقيات.